# Sevenia natalensis
Sevenia natalensis là một loài bướm ngày thuộc họ Nymphalidae được tìm thấy ở đông nam Africa.
Wingspan: 40–48 mm.
Flight period quanh năm, peaking between tháng 2 và tháng 5.
Larvae feed of Sapium reticulatum và Sapium integerrimum.